# UFC Fight Night: Te Huna vs. Marquardt
UFC Fight Night: Te Huna vs. Marquardt è stato un evento di arti marziali miste tenuto dalla Ultimate Fighting Championship il 28 giugno 2014 alla Vector Arena di Auckland, Nuova Zelanda.

## Retroscena
Si tratta del primo evento nella storia dell'UFC ad essere ospitato in Nuova Zelanda, la quale risultò quindi essere la seconda nazione dell'Oceania dopo l'Australia ad essere stata visitata dalla promozione di proprietà della Zuffa.
Sempre il 28 giugno 2014 si tenne anche UFC Fight Night: Swanson vs. Stephens negli Stati Uniti.
L'atleta statunitense Dashon Johnson venne messo sotto contratto dall'UFC con un record fino a quel momento di 9-0 nelle MMA e di 15-15 nel pugilato: il record nelle MMA di Johnson era composto da soli incontri nell'organizzazione californiana Xplode Fight Series, la quale organizzava eventi in una riserva indiana facendo sfidare lottatori con record positivi con atleti provenienti da numerose sconfitte, e talvolta con un solo mese di riposo tra un KO subito e l'altro, quindi con un matchmaking che non sarebbe stato autorizzato da varie commissioni atletiche della nazione.

## Risultati
|                  | Divisione         |                  |                 |                        | Metodo                                      | Round           | Tempo           | Premio          |
| Card principale  | Card principale   | Card principale  | Card principale | Card principale        | Card principale                             | Card principale | Card principale | Card principale |
| ---------------- | ----------------- | ---------------- | --------------- | ---------------------- | ------------------------------------------- | --------------- | --------------- | --------------- |
|                  | Pesi Medi         | Nate Marquardt   | batte           | James Te Huna          | Sottomissione (armbar)                      | 1               | 4:34            | POTN            |
|                  | Pesi Massimi      | Jared Rosholt    | batte           | Soa Palelei            | Decisione unanime (30-27, 30-27, 30-27)     | 3               | 5:00            |                 |
|                  | Pesi Piuma        | Charles Oliveira | batte           | Hatsu Hioki            | Sottomissione (anaconda)                    | 2               | 4:32            | POTN            |
|                  | Pesi Welter       | Robert Whittaker | batte           | Mike Rhodes            | Decisione unanime (30-27, 30-27, 30-27)     | 3               | 5:00            |                 |
| Card preliminare |                   |                  |                 |                        |                                             |                 |                 |                 |
|                  | Pesi Leggeri      | Jake Matthews    | batte           | Dashon Johnson         | Sottomissione (triangolo)                   | 3               | 3:16            |                 |
|                  | Pesi Mosca        | Richie Vaculik   | batte           | Roldan Sangcha-an      | Decisione unanime (30-27, 29-28, 29-28)     | 3               | 5:00            |                 |
|                  | Pesi Welter       | Vik Grujic       | batte           | Chris Indich           | KO Tecnico (pugni)                          | 1               | 4:55            |                 |
|                  | Pesi Welter       | Neil Magny       | batte           | Rodrigo Goiana de Lima | KO Tecnico (pugni)                          | 2               | 2:32            |                 |
|                  | Pesi Piuma        | Dan Hooker       | batte           | Ian Entwistle          | KO Tecnico (gomitate)                       | 1               | 3:34            |                 |
|                  | Pesi Mediomassimi | Gian Villante    | batte           | Sean O'Connell         | Decisione non unanime (29-28, 28-29, 29-28) | 3               | 5:00            | FOTN            |

## Premi
I lottatori premiati ricevettero un bonus di 50.000 dollari.
Legenda:
- FOTN: Fight of the Night (vengono premiati entrambi gli atleti per il miglior incontro dell'evento)
- POTN: Performance of the Night (viene premiato il vincitore per la migliore performance dell'evento)

## Incontri annullati
|  | Divisione         |                |        |                 | Motivo                  |
|  | ----------------- | -------------- | ------ | --------------- | ----------------------- |
|  | Pesi Mediomassimi | Gian Villante  | contro | Anthony Perosh  | Perosh infortunato      |
|  | Pesi Welter       | Neil Magny     | contro | Cláudio Silva   | Silva infortunato       |
|  | Pesi Mosca        | Richie Vaculik | contro | Jon delos Reyes | delos Reyes infortunato |